# Johann Tetzel
El fraile dominico Johann Tetzel (también llamado Johannes Tetzel, y apellidado Dietze, Dietzel, Tetzell, Detzel, Thizell, Pirna, 1460~1465-Leipzig, 11 de agosto de 1519), cuyo nombre pasó a la historia por su protagonismo en la venta de indulgencias en numerosas regiones de Alemania.
Después de ingresar a la orden dominica, probablemente en Leipzig, Tetzel fue nombrado inquisidor de Polonia (1509) y más tarde de Sajonia. Sus experiencias como predicador de indulgencias, especialmente entre 1503 y 1510, llevaron a su nombramiento como comisionado general por Alberto de Brandeburgo, arzobispo elector de Maguncia, quien, profundamente endeudado para pagar una gran acumulación de beneficios, obtuvo el permiso del papa León X para la venta de un plenario especial de indulgencias (es decir, remisión del castigo temporal del pecado) para la reconstrucción de la Basílica de San Pedro en Roma. Una parte importante de las ganancias fueron utilizadas por Alberto para saldar su deuda con el banco Fúcar. Tetzel se convirtió, así, en un vendedor cuyo producto iba a causar un escándalo en Alemania, y que sentaría las bases para una de las crisis más importes en la  historia de la iglesia occidental, la Reforma protestante.
Tetzel predicó por la indulgencia en las diócesis alemanas de Meissen (1516), Magdeburg y Halberstadt (1517), pero el elector Federico III el Sabio de Sajonia le prohibió hacerlo en las elecciones electorales. La predicación de Tetzel en Jüterbog, cerca de Wittenberg, en la primavera de 1517 provocó las noventa y cinco tesis de Martín Lutero en Wittenberg el 31 de octubre de 1517, atacando el sistema de indulgencias. En respuesta, en mayo de 1518 se publicaron 50 tesis intransigentes bajo el nombre de Tetzel (pero compuestas por el teólogo Konrad Wimpina). A fines de 1518, Tetzel se retiró al priorato de Leipzig, donde murió.
Tetzel no era un teólogo profundo y fue severamente criticado por su enseñanza poco ortodoxa sobre las indulgencias por los muertos. Su opinión de que los obsequios aseguraban esta indulgencia, junto con las transacciones financieras que rodeaban su predicación, era sintomática de los abusos que provocaron la Reforma.

## Biografía

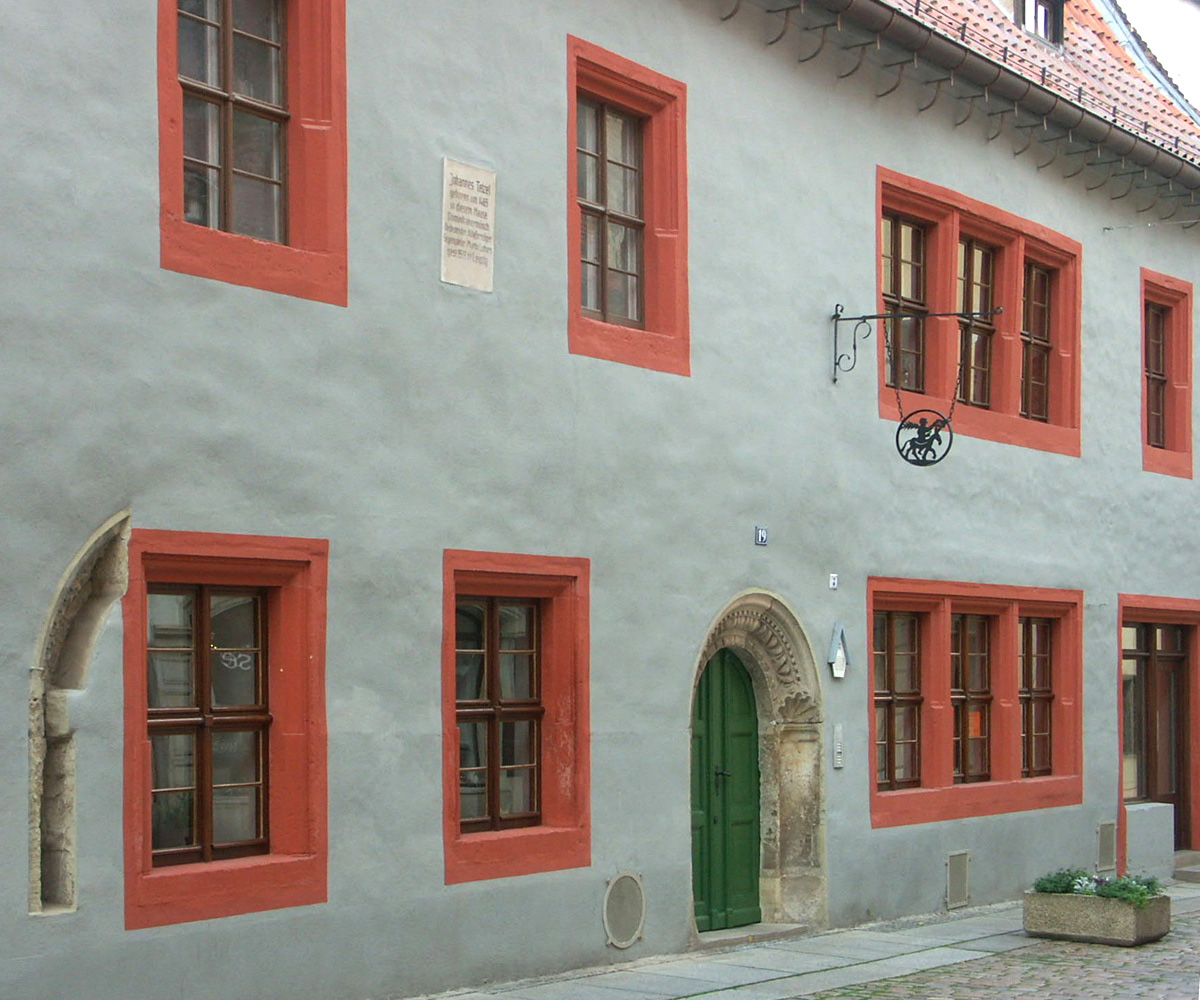
La casa donde nació Tetzel en Pirna

Fue hijo de Hans Dietze o Dietzel, un orfebre en Pirna. Su lugar de nacimiento se encuentra en la actual calle Schmiede.
En el semestre de invierno entre 1482-1483, estudió teología en Leipzig, inscribiéndose con el nombre latino de Johannes Tezelius de Lipsia. En 1487 obtuvo su graduación. En 1489 ingresó en el convento dominico de San Pablo en Leipzig, donde permaneció, a pesar de sus innumerables ausencias, hasta su muerte. En Leipzig trabajó como predicador y como profesor de teología. 
En 1504 comenzó la venta de indulgencias, primero para la Orden Teutónica y después como predicador de indulgencias en Sajonia.

## El tráfico de indulgencias

Representación de lo sucesos.

Hasta el fin del siglo XV, la venta de indulgencias estaba rigurosamente regulada, solo determinadas penas temporales podían ser redimidas con dinero y en ningún caso sin que mediase arrepentimiento. Pero debido a la creciente necesidad de fondos del papa León X, que necesitaba cada vez más dinero para hacer frente a los costos de la construcción de la basílica de San Pedro, Roma comisionó a la banca de Jakob Fugger que organizase el comercio de las indulgencias.
Cuando éste se acercaba a las ciudades, la gente del pueblo recibía a este pretencioso vendedor de indulgencias como si fuese su salvador. Tetzel ascendía al púlpito y alababa las indulgencias como el más precioso don de Dios.
La mitad del resultado de la venta se destinaba a la construcción de la basílica de San Pedro en Roma, el resto a ser repartido entre el arzobispo Alberto de Brandeburgo y otros intervinientes. En efecto, el arzobispo estaba a su vez fuertemente endeudado con la poderosa familia Fugger que había financiado su acceso a la sede del obispado de Maguncia, pese a que ello era eventualmente objetable desde la perspectiva del derecho canónico (simonía). Una parte de los resultados de la venta debía utilizarse para desinteresar tal acreedor. Tetzel, quien al origen era un predicador estimado y tenía adecuadas dotes oratorias, había sido elegido como cabeza visible para ejecutar tales operaciones en el terreno. Así, durante las ventas efectuadas por Tetzel estaban siempre discretamente presentes representantes de los Fugger para controlar el desarrollo de las operaciones y asegurarse de la parte que se destinaría al pago de la deuda.

«Tan pronto caiga la moneda a la cajuela, el alma del difunto al cielo vuela.»
Johann Tetzel[cita requerida]

Martín Lutero, que era confesor de muchos de los habitantes de Wittenberg, desaprobaba agriamente este comercio. En su opinión, tales transacciones eran vergonzosas y lejos de liberar a los pecadores, agravaban aún más lo pecaminoso de sus acciones. Estos eventos contribuyeron a que el 31 de octubre de 1517 diera a conocer Lutero Las 95 tesis en Wittenberg, iniciando el proceso conocido como la reforma protestante.
Bajo la firma de Tetzel, se publicaron en 1518 "50 tesis" en respuesta a las 95 tesis, pero se probó que el verdadero autor es el teólogo alemán Konrad Wimpina.
Una vez conocidas las 95 tesis de Lutero, Tetzel se vio desprestigiado en la práctica de ofrecer indulgencias; además tuvo que hacer frente a acusaciones de malversación de fondos y de inmoralidad, pero fue absuelto. Enfermo, se recluyó en un monasterio en Leipzig, donde murió el 11 de agosto de 1519. En su lecho de muerte, Tetzel recibió de Lutero palabras de consuelo donde le manifestaba que no lo consideraba responsable de los sucesos en curso.

## El (o los) "cofres de Tetzel" ("Tetzelkasten")

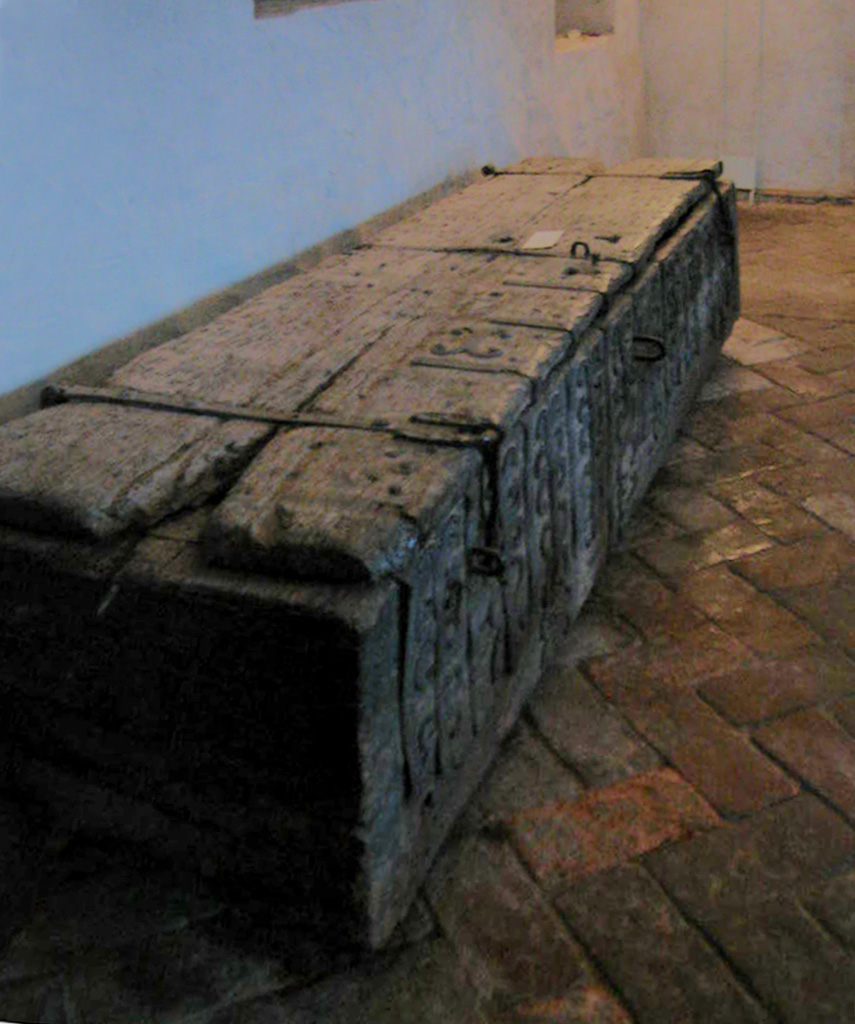
"Tetzelkasten" en Jüterbog, (1300).

Uno de los cofres que presuntamente se habrían utilizado para guardar lo recaudado de las ventas de Tetzel, se encuentra en el museo estatal de Brunswick, en el antiguo ayuntamiento. Proviene de la capilla de San Pedro, del palacio Süpplingenburg, donde Tetzel habría predicado. Tiene protecciones de hierro y manijas para su transporte. En la parte anterior se encontraban tres cerraduras que, se dice, sólo podían ser abiertas en presencia de representantes de la curia romana, de los banqueros Fugger y de Alberto de Brandeburgo. Sus medidas son de 40,7 x 82,5 x 47,5 cm.
Otro cofre se encontraría en la Iglesia de San Nicolás en Jüterbog. Un tal Hans von Hake lo habría entregado a Jüterbog luego de habérselo arrebatado a Tetzel. Según los relatos de la época, Hans von Hake habría comprado preventivamente a Tetzel una indulgencia para pecados futuros el día precedente.
Un último "cofre de Tetzel" sería el que se expone en la Iglesia de San Pedro y San Pablo en Görlitz.

## La "piedra de Tetzel"
Tetzel habría vendido las indulgencias también en Kübligen en el lugar de la iglesia de peregrinaciones de San Mariano. En las proximidades de Elm, en unas colinas a 20 kilómetros el este de Brunswick, se encontraría enterrado bajo una roca conocida como "la piedra de Tetzel", según una fábula, un predicador de indulgencias.

## Filmografía
| Año  | Película | Director  | Personaje     |
| ---- | -------- | --------- | ------------- |
| 2003 | Lutero   | Eric Till | Alfred Molina |